# 차희선
차희선(1993년 1월 15일 ~ )은 대한민국의 여자 배구 선수이며, 성남 한국도로공사 하이패스 제니스 소속이다. 2010년 11월 23일 열린 2010-2011시즌 여자 신인선수 드래프트에서 3라운드 5순위로 대전 KGC인삼공사에 입단하였다. 2013년 8월 세터 이재은과 센터 이보람을 대전 KGC인삼공사로 보내고, 2013-2014 시즌 신인 드래프트 1라운드 지명권을 양도 받는 트레이드로 한국도로공사 하이패스 제니스에 합류했다. 유연한 몸에서 나오는 백토스가 좋고 배구외적으로 입담과 유머에 팬서비스까지 좋아 인기가 많은 선수이다.